# Determinismo lingüístico
El determinismo lingüístico es la idea de que el lenguaje y sus estructuras limitan y determinan los conocimientos humanos y el pensamiento, así como los procesos de pensamiento tales como la categorización, la memoria y la percepción. El término implica que las personas que hablan diferentes idiomas como lenguas maternas tienen diferentes procesos de pensamiento.
A pesar de que jugó un papel considerable, el determinismo lingüístico está ahora desacreditado entre los principales lingüistas.

## Visión de conjunto
El principio de la relatividad lingüística (o, en otras palabras, la hipótesis de Sapir-Whorf) en su forma determinista fuerte primero encontró su expresión clara en los escritos de Benjamin Lee Whorf.
El término "hipótesis de Sapir-Whorf" es considerado por los lingüistas como un nombre inapropiado, porque Edward Sapir y Benjamin Lee Whorf nunca fueron coautores de ninguna obra (aunque sí trabajaron juntos, Sapir fue el mentor de Whorf), y nunca plantearon sus ideas en términos de una distinción entre una versión débil y una fuerte de esta hipótesis, lo que es también una invención posterior: Sapir y Whorf nunca establecieron tal dicotomía, aunque a menudo en sus escritos sus puntos de vista de este principio de relatividad se expresan en términos más fuertes o más débiles. Los dos lingüistas fueron, sin embargo, de los primeros en formular el principio de la relatividad lingüística.
Sapir ejerció la idea de que el lenguaje es esencial para comprender la cosmovisión de uno y que una diferencia en el lenguaje implica una diferencia en la realidad social. Aunque nunca exploró directamente cómo el lenguaje afecta el pensamiento, importantes rastros del principio de la relatividad lingüística subyacen a su percepción del lenguaje.
Whorf profundizó y reformuló el pensamiento de Sapir en su ensayo "Ciencia y Lingüística". Su visión de la relatividad lingüística fue más radical: en opinión de Whorf, la relación entre lenguaje y cultura era determinista y el lenguaje desempeñaba un papel crucial en nuestra percepción de la realidad. El lenguaje es lo que le da al pensamiento su expresión y así lo forma; en otras palabras, el pensamiento está determinado por el lenguaje. En "Ciencia y Lingüística" Whorf declaró que:
   "Se descubrió que el sistema lingüístico de fondo (en otras palabras, la gramática) de cada idioma [...] es en sí mismo el modelador de las ideas, el programa y la guía. [...] Analizamos la naturaleza siguiendo los lineamientos establecidos por nuestras lenguas maternas .
   [...] Este hecho es muy significativo para la ciencia moderna, ya que significa que ningún individuo es libre de describir la naturaleza con absoluta imparcialidad [...]. De este modo, se nos presenta un nuevo principio de relatividad, que sostiene que todos los observadores no están guiados por la misma evidencia física hacia las mismas imágenes del universo, a menos que los antecedentes lingüísticos sean similares o puedan calibrarse de algún modo".
Según Whorf, la formulación de ideas y pensamientos no es un proceso racional independiente, sino que está determinado por la gramática y el vocabulario particulares del lenguaje en el que se expresan estas ideas. El mundo está organizado y tiene sentido para nosotros a través del lenguaje.

## Argumentos de apoyo
La conclusión de Whorf se basó en gran parte en un examen minucioso y un extenso estudio del idioma indio Hopi. Durante los primeros años, Whorf publicó una serie de ensayos en los que analizaba diversos aspectos lingüísticos de Hopi. Por ejemplo, un trabajo llamado "Un modelo indio del universo americano" (1936) explora las implicaciones del sistema verbal Hopi con respecto a la concepción del espacio y el tiempo.
En el curso de su investigación, Whorf notó que el Hopi y algunos otros idiomas (hebreo, azteca y maya) se construyeron sobre un plan diferente del inglés y muchos otros idiomas que denominó SAE (Standard Average European). Descubrió una serie de características significativas que diferencian el Hopi de los lenguajes SAE que lo llevaron a la idea del determinismo lingüístico.
Por ejemplo, el Hopi es un lenguaje "atemporal", cuyo sistema verbal carece de tiempos verbales. Su evaluación del tiempo es diferente de la visión temporal lineal SAE del pasado, presente y futuro y varía con cada observador:
   "El verbo Hopi intemporal no distingue entre el presente, el pasado y el futuro del evento en sí, pero siempre debe indicar el tipo de validez que el hablante pretende que tenga la declaración".
El tiempo Hopi no es dimensional y no puede ser contado o medido de la manera en que los lenguajes SAE lo miden, es decir, el Hopi no dirá "Me quedé seis días", sino que dirá "lo dejé en el sexto día". Lo que es crucial en su percepción del tiempo es si se puede garantizar que un evento ha ocurrido, o que está ocurriendo, o que se espera que ocurra. Las categorías gramaticales hopi significan la visión del mundo como un proceso continuo, donde el tiempo no se divide en segmentos fijos para que ciertas cosas se repitan, p. minutos, tardes o días. La estructura lingüística de las lenguas SAE, por otra parte, brinda a sus hablantes una comprensión más fija, objetivada y mensurable del tiempo y el espacio, donde distinguen entre objetos contables e incontables y ven el tiempo como una secuencia lineal de pasado, presente y futuro.
Whorf argumenta que esta y muchas otras diferencias implican una forma diferente de pensar. Dado que el pensamiento se expresa y se transmite a través del lenguaje, se deduce que un lenguaje estructurado de manera diferente debe moldear el pensamiento, lo que influye en la percepción. En consecuencia, un hablante hopi que percibe el mundo a través de su lenguaje debe ver la realidad a través de los patrones establecidos por su estructura lingüística.
Otros estudios que respaldan el principio del determinismo lingüístico han demostrado que a las personas les resulta más fácil reconocer y recordar matices de colores para los que tienen un nombre específico. Por ejemplo, hay dos palabras en ruso para diferentes tonos de azul, y los hablantes de ruso son más rápidos en discriminar entre las tonalidades que los que hablan inglés.
El determinismo lingüístico también puede ser evidente en situaciones donde el medio para llamar la atención sobre un cierto aspecto de una experiencia es el lenguaje. Por ejemplo, en francés, español o ruso, hay dos maneras de dirigirse a una persona porque esas lenguas tienen dos pronombres de segunda persona: singular y plural. La elección del pronombre depende de la relación entre las dos personas (formal o informal) y el grado de familiaridad entre ellas. A este respecto, el hablante de cualquiera de esos idiomas siempre está pensando en la relación cuando se dirige a otra persona y, por lo tanto, no puede separar esos dos procesos.
Otro ejemplo es el estudio de Daniel Everett que analiza la concepción de los números en el pueblo brasileño Pirahã. Estas personas no podían concebir números más allá de "uno" y "dos", para los cuales no hay términos reales en su idioma. Después de estos, todos los números se agrupan bajo el término 'muchos'. Incluso después de haber sido enseñados en el idioma portugués durante ocho meses, ningún individuo podía contar hasta diez.

## Crítica
Sin embargo, el determinismo lingüístico ha sido ampliamente criticado por su absolutismo y refutado por algunos lingüistas. Por ejemplo, Michael Frank et. Al, continuó la investigación de Daniel Everett y realizó más experimentos sobre los Pirahã publicados en "Los números como tecnología cognitiva" y descubrió que Everett estaba equivocado, los Pirahã no tenían palabras para "uno" o "dos", sino que tenían palabras para "pequeño", "algo más grande" y "muchos".
Otro argumento en contra del principio del determinismo lingüístico es que los seres humanos somos capaces de percibir objetos y eventos que no tienen palabras correspondientes en nuestro léxico mental, incluso si las representaciones lingüísticas existentes facilitaran la percepción. Los oponentes de la teoría sostienen que el pensamiento existe antes de cualquier concepción del lenguaje. La teoría de Steven Pinker encarna esta idea. Propuso que todos los individuos son capaces de tener "universales mentales", de los cuales todo pensamiento está compuesto antes de su forma lingüística. El lenguaje nos permite articular estos pensamientos ya existentes en palabras y conceptos lingüísticos.
Por ejemplo, uno puede percibir diferentes colores incluso cuando falta una palabra en particular para cada tono, como los aborígenes de Nueva Guinea pueden distinguir entre los colores verde y azul a pesar de que tienen una sola entrada léxica para describir ambos colores. En las comunidades donde no existe un lenguaje para describir el color, no significa que el concepto sea nulo, sino que la comunidad puede tener una descripción o una frase única para determinar el concepto. Everett describe su investigación sobre la tribu Pirahã que usa el lenguaje para describir los conceptos de color de una manera diferente a los hablantes de inglés: "[...] cada palabra para color en Pirahã era en realidad una frase. Por ejemplo, biísai no significa simplemente 'rojo'. Era una frase que significaba 'es como sangre' ".
Por lo tanto, en su versión fuerte, se ha refutado la "hipótesis de Whorf" de la determinación lingüística de la cognición. En su forma más débil, sin embargo, la propuesta de que el lenguaje influye en nuestro pensamiento ha sido frecuentemente discutida y estudiada.